# Yannick Pupo
Pour les articles homonymes, voir Pupo.
Yannick Pupo, de son nom complet Yannick Dias Pupo, est un footballeur brésilien né le 17 juin 1988 à São Paulo. Il évolue au poste de milieu défensif.

## Carrière
- 2006-2008 :  Sporting Portugal
- 2007 :  EC Juventude (prêté par le Sporting)
- 2007 :  SE Palmeiras (prêté par le Sporting)
- 2008-2010 :  Marília AC (prêté par le Sporting)
- 2010 :  Marília AC
- 2010 :  Grêmio Barueri
- 2011 :  Atlético Monte Azul
- 2012- :  Serrano Sport Club

## Palmarès
| Année | Titre                             | Club        | Pays     |
| 2007  | Vainqueur de la Coupe du Portugal | Sporting CP | Portugal |